# 硝煙の新天地
『硝煙の新天地』（しょうえんのしんてんち、In Old Oklahoma または War of the Wildcats）は1943年のアメリカ合衆国の西部劇映画。監督はアルバート・S・ロジェル、出演はジョン・ウェインとマーサ・スコットなど。

## ストーリー
カンサス・シティ行きの列車の中で、サプルパの町の石油ボスのジムは、牧童のダンと知り合う。サプルバに到着した後、ジムはダンを用心棒として雇うが、先住民との油田地帯の借地契約に際し、ジムが不当に利益を得ようとしていたことをダンから指摘を受けた酋長がダンと契約を結んだため、2人は対立する。その後、ジムはワシントンに行って旧知のセオドア・ルーズベルト大統領から許可を得るが、期日までに1万ガロンの石油をタルサの製油所に運ぶという条件が付けくわえられる。ダンたちも石油の採掘を始めたため、ジムたちはしばらく妨害をつづけていたが、最終的に石油を期日までに運ぶことができた。

## キャスト
※括弧内は日本語吹替（初回放送1968年3月28日『木曜洋画劇場』）
- ダニエル・F・ソマーズ: ジョン・ウェイン（小林清志[2]）
- キャサリン・アレン: マーサ・スコット（荘司美代子）
- ハンク: アルバート・デッカー（塩見竜介）
- ディーン: ギャビー・ヘイズ（英語版）
- ベシー: マージョリー・ランボー
- ウォーカー: デイル・エヴァンス（英語版）
- リチャードソン: グラント・ウィザース
- セオドア・ルーズベルト: シドニー・ブラックマー
- チェロキー・キッド: ポール・フィックス